# Halbfranz
Halbfranz bezeichnet im Buchbinderhandwerk einen auf spezielle Art mit dem Buchblock verbundenen Einband (vgl. Franzband), der als Halbband gilt. Verleger und Buchhändler gebrauchen die Bezeichnung Halbfranzband zumeist gleichbedeutend mit Halblederband. Damit bezeichnen sie ein Buch, dessen Buchrücken (manchmal auch die Buchecken) aus Leder besteht, wobei die Buchdeckel aber mit Papier oder Textil überzogen sind.